# Albert Sánchez Piñol

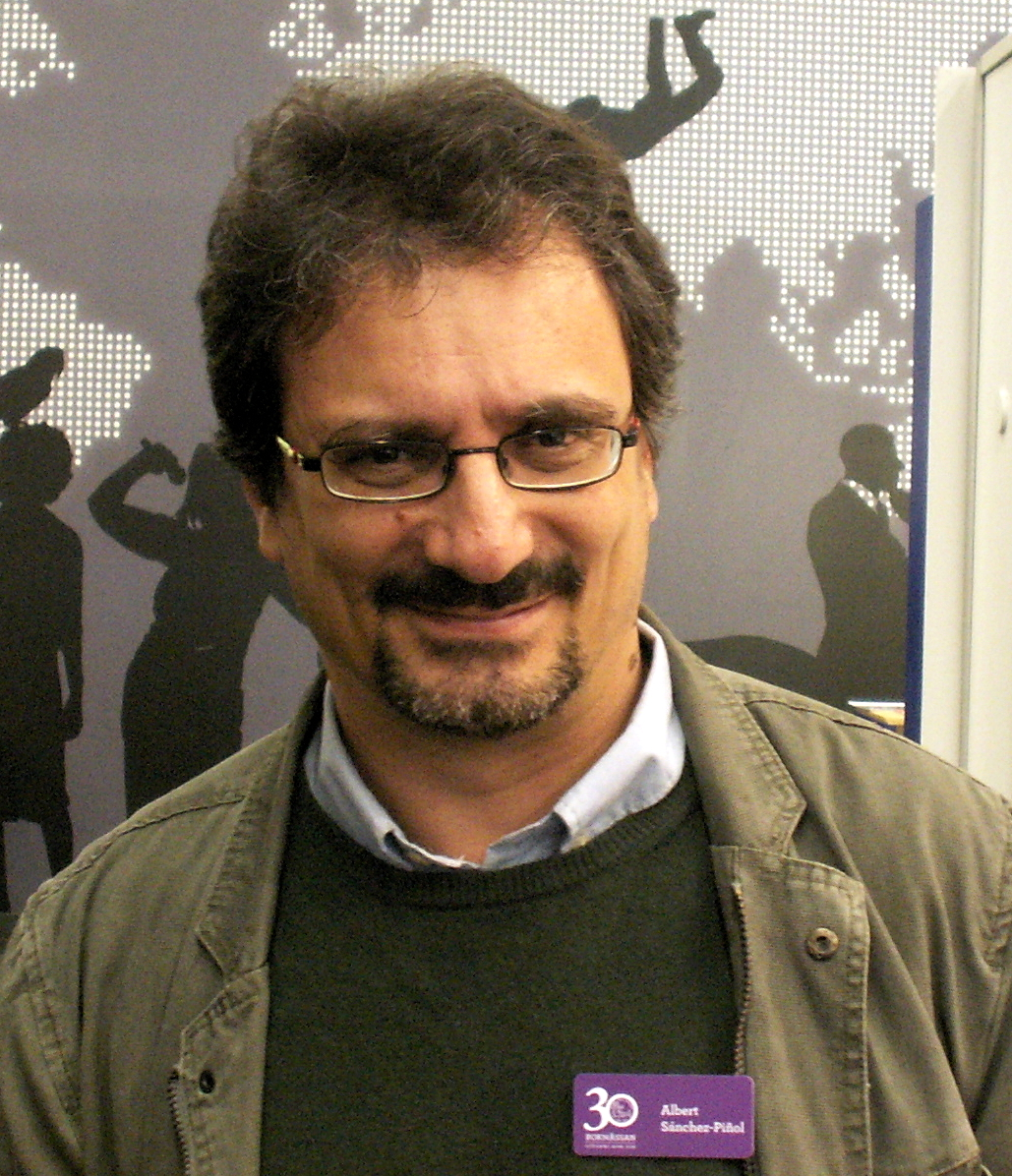
Albert Sánchez Piñol

Albert Sánchez Piñol  (Barcelona, 11 juli 1965) is een Catalaans antropoloog en medewerker van het Centrum voor Afrikaanse Studies van de Universiteit van Barcelona en schrijver.
Hij is gespecialiseerd in de Mbuti, een volk van jagers en verzamelaars in het noordoostelijk deel van Congo. Sánchez Piñol werd op slag wereldberoemd met zijn eerste roman La pell freda die, volgens de omslagtekst van de Nederlandse editie, vertaald is in 37 talen. De roman geeft een verslag van de strijd van twee Europeanen, een vuurtorenwachter en een meteoroloog, op een eenzaam eiland nabij Antarctica tegen een steeds vanuit de oceaan aanvallend volk van weerzinwekkende reuzenkikvorsen. Deze benauwende politieke parabel is door de literaire recensenten vergeleken met werk van Joseph Conrad en de horror-phantasy van Howard Phillips Lovecraft.
Zijn eerdere Pallassos i monstres (Clowns en monsters) is een satire op acht Afrikaanse dictators. In 2006 werd hij onderscheiden met de Serra d'Or-criticiprijs voor literatuur en essay voor zijn boek Pandora al Congo. Piñol schrijft voornamelijk in het Catalaans, de roman Victus schreef hij in het Spaans.
Op 3 september 2014 gaf Sánchez Piñol samen met Joep Leerssen in Amsterdam op uitnodiging van zijn Nederlandse uitgever Signatuur een lezing over Victus. Signatuur had op 4 september samen met het Cervantes Instituut te Utrecht een avond georganiseerd waarin Sánchez Piñol met zijn Nederlandse vertaler in gesprek zou gaan. Het Cervantes Instituut nam op 4 september contact op met Signatuur met de mededeling dat de avond op gezag van de Spaanse overheid niet door kon gaan.

### Nederlandse vertalingen
- Nachtlicht (vert. van La pell freda), Amsterdam: Uitgeverij Cossee 2005 (ISBN 90 5936 089 3)
- In het hart van het oerwoud (vert. van Pandora al Congo), Amsterdam: Uitgeverij Cossee 2007
- Victus, de val van Barcelona (vert. van Victus, Barcelona 1714), Amsterdam: Uitgeverij Signatuur 2014 (ISBN 978 90 5672 484 9)

## Prijzen
- 2006: Serra d'Or-criticiprijs voor literatuur en essay voor Pandora al Congo

- Bibsys: 7021582
- Biblioteca Nacional de España: XX1616012
- Bibliothèque nationale de France: cb145702775 (data)
- Catàleg d'autoritats de noms i títols de Catalunya: 981058525558606706
- CiNii: DA14968295
- Gemeinsame Normdatei: 130310522
- International Standard Name Identifier: 0000 0001 2282 5597
- Library of Congress Control Number: n2001041181
- Nationale Bibliotheek van Letland: 000073829
- Bibliotheek van het Japanse parlement: 00992453
- Nationale Bibliotheek van Tsjechië: xx0032356
- Nationale bibliotheek van Australië: 41397373
- Nationale Bibliotheek van Israël: 987007300118305171
- Nationale en Universitaire bibliotheek Zagreb: 000456139
- Nederlandse Thesaurus van Auteursnamen: 288385438
- Istituto Centrale per il Catalogo Unico: UBOV002899
- Système universitaire de documentation: 080878121
- Trove: 1454348
- Virtual International Authority File: 85499458
- WorldCat: E39PBJwd9P6ChCWxQWmdyHKGHC